# Mausopossums
Die Mausopossums oder Opossummäuse (Caenolestidae) bilden eine Familie der Beutelsäuger und sind die einzigen rezenten Vertreter der Ordnung Paucituberculata. Die Familie setzt sich aus drei Gattungen mit sieben Arten zusammen.

## Verbreitung
Mausopossums bewohnen das westliche Südamerika, sie finden sich in den Anden Kolumbiens, Ecuadors und Perus sowie im Süden Chiles (auf der Insel Chiloé und dem angrenzenden Festland).

## Beschreibung
Mausopossums ähneln den Spitzmäusen. Da diese (außer im äußersten Norden) in Südamerika nicht vorkommen, haben Mausopossums zum Teil auch deren ökologische Nische besetzt. Wie Spitzmäuse haben sie einen länglichen Kopf. Ihre Körperlänge beträgt rund 9 bis 13 cm, dazu kommt ein ungefähr ebenso langer Schwanz. Das Fell ist weich und dick; es ist meistens braun, grau oder schwarz gefärbt. 

## Lebensweise
Mausopossums bewohnen feuchte, kühle und dicht bewaldete Regionen. Die Gattungen, die in den Anden leben, bewohnen gebirgiges Terrain in einer Höhe von 2000 bis 4000 m. Die chilenische Art lebt in Feuchtwäldern vom Meeresniveau bis rund 1000 m Höhe. 
Es sind dämmerungs- und nachtaktive Tiere, die vorwiegend am Boden leben, aber mit Hilfe ihres Schwanzes, den sie als Stütze einsetzen, auch gut klettern können. Bei der Nahrungssuche laufen sie schnell vorwärts, dazu legen sie im dichten Gebüsch auch Laufwege an. Während ihr Geruch und ihr Gehör ausgezeichnet sind, ist der Gesichtssinn wenig entwickelt.
Die Nahrung der Mausopossums besteht vorwiegend aus Insekten und Würmern, gelegentlich auch kleinen Wirbeltieren oder Früchten.
Über die Fortpflanzung der Mausopossums ist wenig bekannt. Die Weibchen haben je nach Spezies vier bis sieben Zitzen, aber keinen Beutel. 

## Bedrohung
Da Mausopossums sehr unzugängliches Terrain bewohnen, werden relativ wenige Exemplare gesehen. Dennoch dürften sie noch relativ häufig vorkommen. Abholzungen in Chile führen dazu, dass die chilenische Opossummaus laut IUCN als bedroht (vulnerable) gilt.

## Systematik

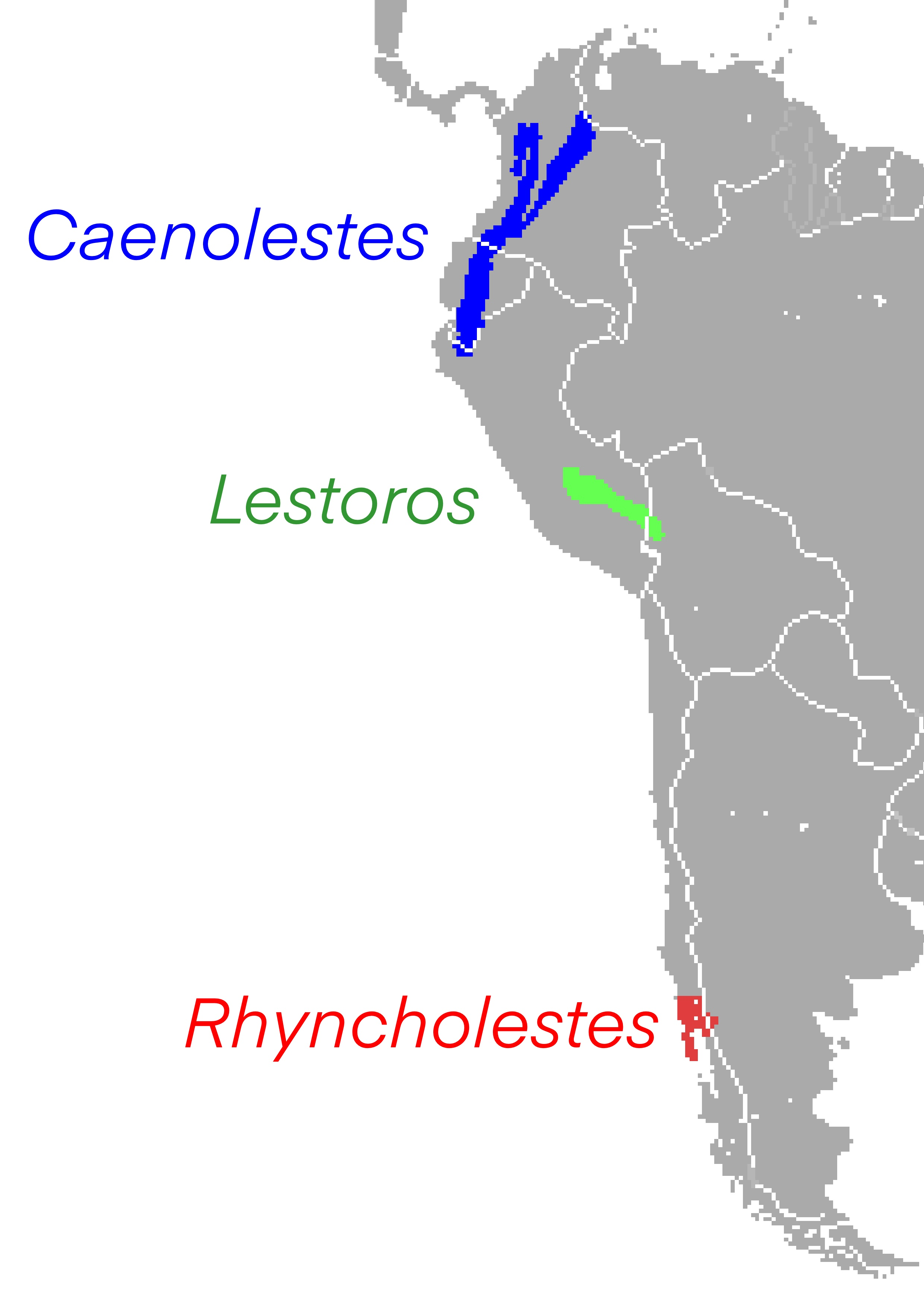
Die Verbreitungsgebiete der drei Gattungen der Mausopossums

Im Tertiär, als Südamerika von den anderen Kontinenten abgesondert war, war die Ordnung Paucituberculata weit aufgefächert und umfasste mehrere Familien. Nach der Einwanderung plazentaler Säuger mit Entstehen der Landbrücke von Panama wurden sie immer mehr zurückgedrängt, sodass heute nur eine Familie überlebt hat. Zusammen mit den Beutelratten bildeten die Mausopossums die Beuteltier-Überordnung Ameridelphia, die mit Ausnahme der Chiloé-Beutelratte alle Beuteltiere des amerikanischen Kontinents umfasste. Die Ameridelphia gelten heute jedoch als paraphyletisch. Die Mausopossums unterscheiden sich in mehreren Punkten von den australischen Beuteltieren, zum Beispiel dadurch, dass Spermien immer paarweise auftreten.
Es werden drei Gattungen mit sieben Arten unterschieden:
- Eigentliche Opossummäuse (Caenolestes) – 5 Arten
- Lestoros – einzige Art: Peruanische Opossummaus (Lestoros inca)
- Rhyncholestes – einzige Art: Chilenische Opossummaus (Rhyncholestes raphanurus)